# Eendracht Hoeilaart
Eendracht Hoeilaart was een Belgische voetbalclub uit Hoeilaart. De club was aangesloten bij de KBVB met stamnummer 2989. De club speelde in haar bestaan een seizoen in de nationale reeksen.

## Geschiedenis
Begin jaren 30 was in Hoeilaart al Racing Club Hoeilaart aangesloten bij de Belgische Voetbalbond. Rond 1941 sloot ook Eendracht Hoeilaart zich aan en kreeg stamnummer 2989 toegekend. De jongere club bleef, net als dorpsgenoot Racing, de volgende jaren actief in de provinciale reeksen.
Eendracht Hoeilaart klom gestaag op en in 1968 bereikte de club voor het eerste de nationale bevorderingsreeksen. Eendracht eindigde er zijn eerste seizoen in Vierde Klasse op een gedeelde 13de plaats, terwijl de 14de plaats een degradatieplaats was. Er werd een testwedstrijd gespeelde die Eendracht met 0-2 verloor tegen FC La Rhodienne. Eendracht eindigde zo op de 14de plaats en zakte na een seizoen nationaal voetbal weer naar de provinciale reeksen.
Eendracht Hoeilaart kon nooit meer terugkeren op het nationale niveau. De volgende decennia trof men nog regelmatig dorpsgenoot KRC Hoeilaart aan in competitie. De twee Hoeilaartse clubs speelden voor het laatst samen in 2000/01 in Derde Provinciale, nadat Eendracht Hoeilaart vanuit Tweede Provinciale was gedegradeerd. KRC Hoeilaart won in 2001 zijn reeks en promoveerde naar Tweede Provinciale. In 2002 besloten beide clubs samen te gaan. De fusieclub werd Eendracht Racing Club Hoeilaart (ERC Hoeilaart) genoemd en speelde verder met stamnummer 1740 van KRC Hoeilaart in Tweede Provinciale. Stamnummer 2989 van Eendracht werd definitief geschrapt.